# Ferré (Buenos Aires)
Ferré es una localidad del Partido de General Arenales, Provincia de Buenos Aires, Argentina.
Se ubica sobre la Ruta Provincial 50 a 29 km de la ciudad de General Arenales y a 25 km de la Ruta Nacional 8, distando 30 km del centro de la ciudad de Colón.

## Población
Cuenta con 2,004 habitantes (Indec, 2010), lo que representa un incremento del 14% frente a los 1751 habitantes (Indec, 2001) del censo anterior.
| Gráfica de evolución demográfica de Ferré entre 1960 y 2025 |
|                                                             |
| Fuentes: INDEC                                              |

## Parroquias de la Iglesia católica en Ferré
| Diócesis       | San Nicolás de los Arroyos |
| -------------- | -------------------------- |
| Cuasiparroquia | María Auxiliadora          |